# Kács
Kács község Borsod-Abaúj-Zemplén vármegyében, a Mezőkövesdi járásban, a Bükk-hegység déli lábánál.

## Fekvése
A Miskolci-Bükkalja déli részén, a Kácsi-patak völgyében helyezkedik el, Egertől légvonalban 23, Miskolctól közúton 39,5 kilométer távolságra.
Csak közúton érhető el, Bükkábrányon és Tibolddarócon át, a 3-as főútból kiágazó 25 114-es számú mellékúton.

## Története
Már Anonymus gesztája is említette a környéket, mely szerint a honfoglaló magyarok itt, a Nyárád-patak (ma Nyárád-ér) közelében pihenőt tartottak. Ez a hely lett később az Örsúr nemzetség szállásbirtoka, nemzetségi székhelye, és itt állt a Szent Péterről elnevezett apátság is. A hely egyúttal a nemzetség szakrális központja is volt. Nevét először egy a 13. század közepi határjárási oklevél említette. A kolostor a fennmaradt írások szerint úgy száz évvel később a pálos rend kezébe kerülhetett, vagy pedig egy pálos remete időzhetett itt. 1549-ben Serédi Gáspár és Balassa Zsigmond csapatai a kolostort feldúlták, később pusztulását a török tette teljessé.
Kács jelenlegi nevén és helyszínén a török hódoltság után alakult ki. Felkács néven már a honfoglalás időszakában is létezett és Örsúr birtokait gyarapította. A török időkben rövid időre elnéptelenedett, de még az 1500-as évek végén újratelepült és a reformáció alatt is katolikus maradt.
1724-ben templomát a középkori kolostor romjaiból építették újjá és a Szentháromság tiszteletére szentelték fel.
Jelenlegi barokk temploma a korábbi gótikus templom köveiből épült. Ipolyi Arnold és Kandra-Kabos Jakab itteni tanulmányaik során a község lakóházaiba beépített faragott köveket találtak, amelyek egy - bélapátfalvihoz hasonló - nagyobb monostor építését feltételezték. Mivel a hely a honfoglaló Őrsúr nemzetség központja lett, ebből következtethető, hogy itt még a kereszténység felvétele előtt pogány áldozati hely lehetett.

## Közélete

### Polgármesterei
- 1990–1994: Szabó Béla (független)[4]
- 1994–1998: Horváth János (SZDSZ)[5]
- 1998–2002: Markó László (független)[6]
- 2002–2006: Markó László (független)[7]
- 2006–2010: Ostorházi István (Fidesz)[8]
- 2010–2014: Ostorházi István (Fidesz-KDNP)[9]
- 2014–2019: Ostorházi István Tamás (Fidesz-KDNP)[10]
- 2019–2024: Gácsi Jánosné (Fidesz-KDNP)[11]
- 2024– : Gácsi Jánosné (Fidesz-KDNP)[1]

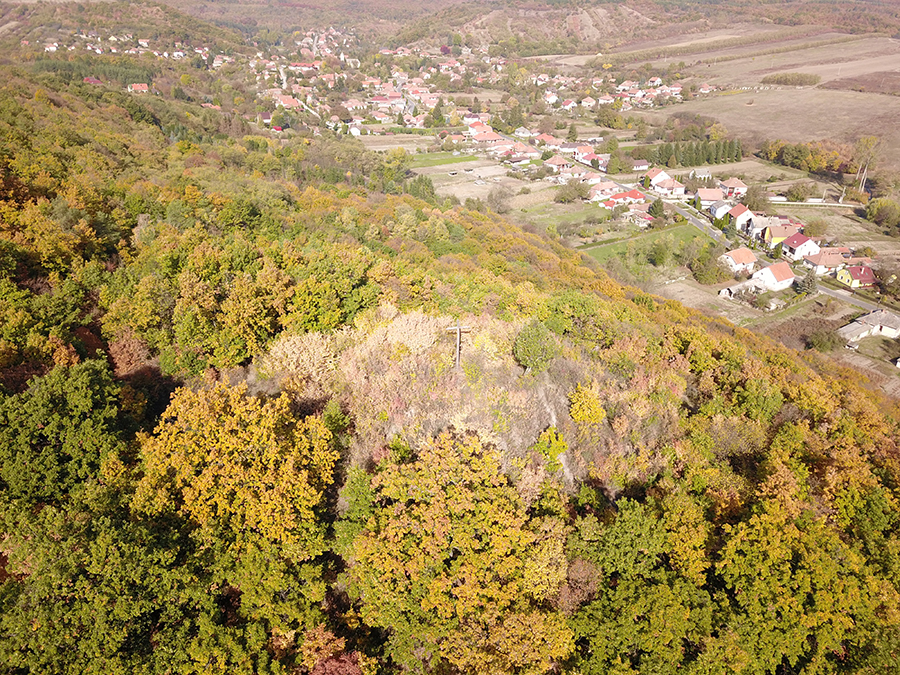
Kácsi vár légi fotón (2018)

## Népesség
A település népességének változása:
| Lakosok száma | 485  | 457  | 432  | 431  | 456  | 438  | 437  |
|               | 2013 | 2014 | 2015 | 2021 | 2022 | 2023 | 2024 |

A 2001-es népszámlálás adatai szerint a településnek csak magyar lakossága volt.
A 2011-es népszámlálás során a lakosok 98,1%-a magyarnak, 0,9% németnek mondta magát (1,9% nem nyilatkozott; a kettős identitások miatt a végösszeg nagyobb lehet 100%-nál). A vallási megoszlás a következő volt: római katolikus 82,1%, református 5,7%, görögkatolikus 0,4%, felekezeten kívüli 4% (7,7% nem válaszolt).
2022-ben a lakosság 92,8%-a vallotta magát magyarnak, 0,7% németnek, 0,2% ukránnak, 0,2% szlováknak, 0,2% románnak, 2% egyéb, nem hazai nemzetiségűnek (6,6% nem nyilatkozott; a kettős identitások miatt a végösszeg nagyobb lehet 100%-nál). Vallásuk szerint 61,4% volt római katolikus, 5,3% református, 1,1% görög katolikus, 0,4% egyéb keresztény, 0,2% ortodox, 4,8% felekezeten kívüli (26,1% nem válaszolt).

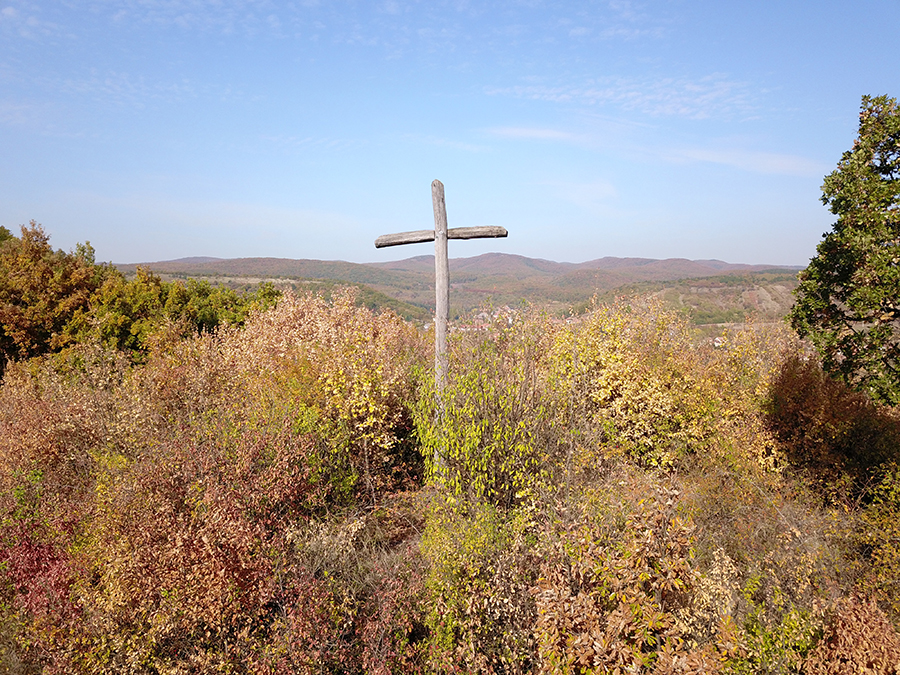
Légi felvételen a kácsi vár, 2018-ban

## Látnivalók
- Kácsi vár
- Magyar tölgyek (őshonosként csak itt él az egész országban)
- Fekete bödöncsiga - az ismert négy közül itt él az egyik populációja

http://www.termeszetvedelem.hu/index.php?pg=vf_759
- Vízimalom (ipartörténeti emlék)
- Bencés kolostor (barokk épület teremfürdővel és erdei stranddal)
- Farkaskő
- Kecskekő
- Zsendice-barlang
- Országos vadfőző verseny
- Római katolikus templom. 12. századi eredetű, román stílusban épült a főhajója. Hajdan temetőkápolna volt, később barokk stílusban épült újjá. 15 méter magas romantikus stílusú tornyát 1882-ben építették hozzá.
- Barlanglakások
- Asszony-barlang
- Szár-hegy Panorámapont
- Jézus kútja
- Remete-barlang

## Környező települések
Bükkábrány 8 km-re, Tibolddaróc 3 km-re, Latorpuszta 2 km-re, Sály 5 km-re, Cserépváralja 3 km-re, Répáshuta 11 km-re, Bükkszentkereszt 13 km-re.